# Théorie du rebond élastique

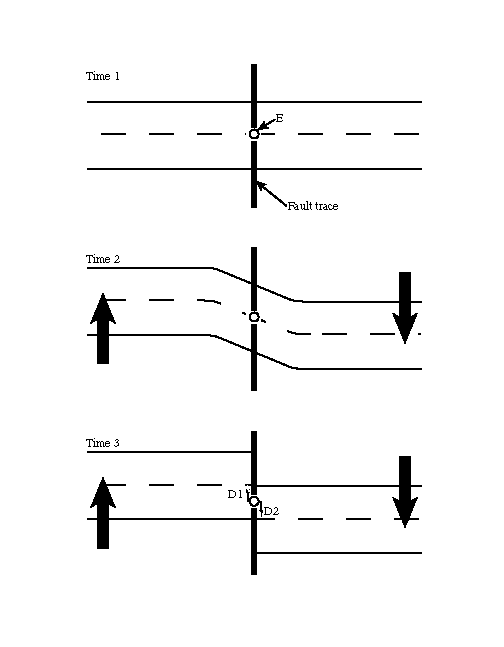
Modèle du rebond élastique.

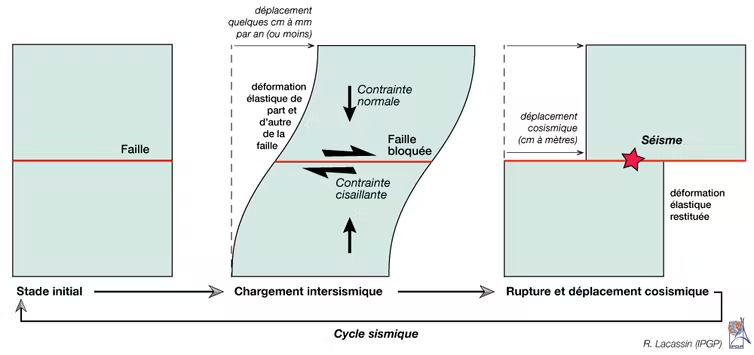
La majorité des failles présentent un cycle sismique constitué de périodes intersismiques correspondant à une mise en charge de la faille bloquée pendant des centaines d'années, et de sauts cosismiques quasi instantanés (quelques minutes) qui rattrapent la déformation accumulée.

La  théorie du rebond élastique,  développée en 1910 par le géodésien californien Reid (en) à la suite de l'observation des effets du séisme de 1906 à San Francisco, est un modèle scientifique de relâchement des contraintes sous forme d'énergie sismique, dû au fait que lors d'un séisme, la partie fragile de la croûte terrestre fait un bond pour rattraper le glissement de la partie profonde de la faille. Les contraintes déforment de manière élastique la croûte de part et d'autre de la faille, provoquant le déplacement asismique des deux blocs séparés par cette zone de rupture potentielle (la faille est alors inactive ou bloquée, et prend du retard par rapport à celles qui l'entourent, le séisme lui permettant de rattraper ce retard selon le rythme de son fonctionnement conçu comme régulier). Ce glissement est bloqué durant les périodes inter-sismiques (entre les séismes), l'énergie s'accumulant par la déformation élastique des roches. Lorsque leur résistance maximale est atteinte (phase cosismique), l'énergie est brusquement libérée et la rupture se produit par le brusque relâchement de contraintes élastiques préalablement accumulées par une lente déformation du sous-sol, ce qui provoque un jeu de la faille. Après un épisode sismique (phase post-sismique caractérisée par des répliques et des réajustements visco-élastiques), les roches broyées de la faille se ressoudent au cours du temps et la faille acquiert une nouvelle résistance. Le dispositif se réarme : la faille « se charge » puis se décharge brusquement par relaxation de contrainte. Reid explique ainsi le cycle sismique (cycle de chargement/déchargement) complété par les différentes périodes sismiques de Wayne Thatcher.
Cette théorie est complétée en 1966 en prenant en compte le processus de friction. Les variations des propriétés de friction sur les failles, dues à plusieurs facteurs (faible couplage des deux blocs, déformation asismique, phénomènes transitoires de glissement lent, rôle de fluides, etc. ), expliquent les cycles sismiques irréguliers. Une loi de friction spécifique pour la modélisation des transferts de contrainte, dépendant de la vitesse et du temps de contact entre les deux surfaces, est proposée à la fin des années 1970[réf. souhaitée].
Si ce modèle théorique de l'origine des tremblements de terre est encore couramment accepté par la communauté scientifique, il n'explique pas les récurrences sismiques irrégulières comme le révèle les traces laissées par les séismes (géomorphologie, paléosismologie, lichénométrie, dendrochronologie).